# Sacha Menz

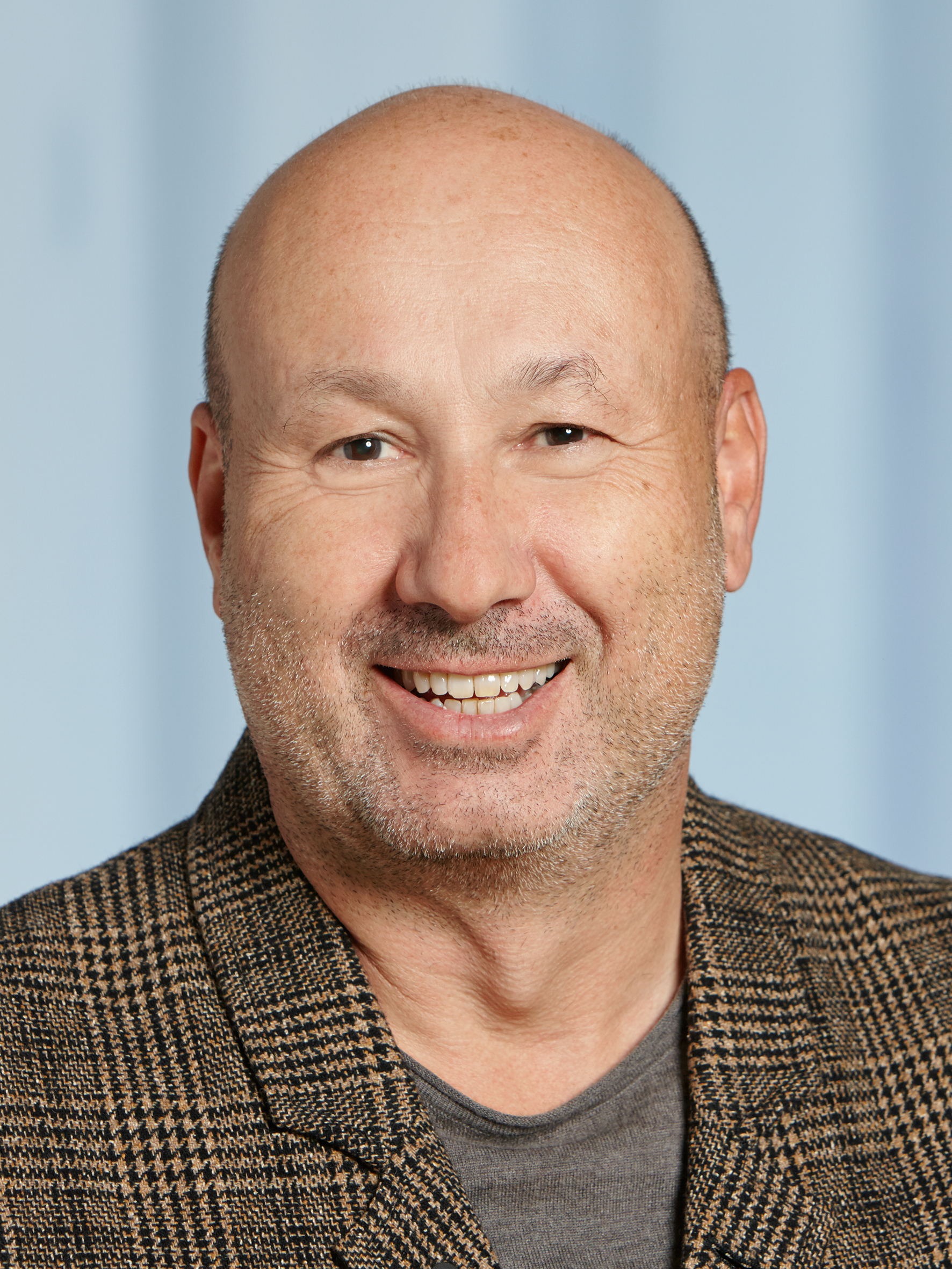
Sacha Menz (2020)

Sacha Leo Cornel Menz (* 25. Mai 1963 in Wien) ist ein Schweizer Architekt, Mitbegründer von sam Architekten und Partner AG, Professor an der ETH Zürich, ehemaliger Dekan des Departements Architektur (D-ARCH) und Mitbegründer des Instituts für Technologie in der Architektur (ITA) an der ETH Zürich.

## Herkunft und Ausbildung
Sacha Menz stammt aus der italienischen Künstlerfamilie Petroni (Leo Petroni (Grossvater), 1903–1988, Konzertgeiger) und der Bozener Kaufmannsfamilie Menz. Seit 1753 residieren Nachkommen der Menz in einem bedeutenden Patrizierhaus in Bozen, dem denkmalgeschützten Palais Menz. Seit 1972 lebt Menz in der Schweiz. Er studierte Architektur an der ETH Zürich und diplomierte 1989 bei Professor Dolf Schnebli.

## Akademische Laufbahn
Seit dem 1. Oktober 2004 ist Menz ordentlicher Professor für Architektur und Bauprozess an der ETH Zürich, wo er die Verantwortung für Lehre und Forschung übernimmt. Von 2009 bis 2017 war Menz Vorsteher des neu gegründeten Instituts für Technologie in der Architektur (ITA) der ETH Zürich und Initiator des Neubaus "Arch_Tec_Lab" an der ETH Zürich. Von 2011 bis 2015 war Menz zudem Dekan und Vizedekan des Departements Architektur (D-ARCH) der ETH Zürich. Seit 2009 leitet Menz Weiterbildungsprogramme (MAS ETH GPB) mit den Schwerpunkten Gesamtprojektleitung Bau, Unternehmensführung für Architekten und Ingenieure (UFAI) und Digitalisierung (DIGITAL). Er fungiert als Direktor des ETH-Hubs für das Future Cities Lab Global (FCL-Global).

## Forschung
Sein Forschungsinteresse liegt hauptsächlich in dem gesamten Planungs- und Bauprozessen, in städtebaulichen und bauökonomischen Aspekten sowie in der Organisation der Akteure und der Integration von Nachhaltigkeitszielen. Menz initiierte und leitete zahlreiche multidisziplinäre Forschungsprojekte. Von 2014 bis 2015 war er stellvertretender Direktor des National Centre of Competence in Research (NCCR) der ETH Zürich. Von 2012 bis 2015 war er Leiter des Module X (Housing) am Future Cities Laboratory (FCL 1.0) in Singapur und von 2015 bis 2019 Co-Hauptverantwortlicher von Dense and Green Building Typologies am Future Cities Laboratory (FCL 2.0) in Singapur. Seit 2019 fungiert Menz als Vorstand des Future Cities Laboratory (FCL Global). 2019 entwickelte Menz einen digitalen Atlas, ein Tool namens MAP (Methodische Anwendung zum Planungs- und Bauprozess). Seit 2020 ist er Direktor des neu gegründeten Future Cities Laboratory Global (FCL G) in Zürich und Singapur.

## Tätigkeit als Architekt
Nach dem Abschluss des Architekturstudiums an der ETH Zürich im Jahr 1989 begann Menz eine Zusammenarbeit mit Professor Dolf Schnebli, Tobias Ammann und Professorin Flora Ruchat-Roncati. 1990 war Menz Mitbegründer von Sacha Menz und Kuno Schumacher Architekten in Zürich. Von 1991 bis 1997 etablierte er die Joran Sport AG für hochwertiges Fahrraddesign und -produktion. Seit 1997 ist Menz Mitinhaber des Architekturbüros sam Architekten und Partner in Zürich. Das Büro beschäftigt rund vierzig Mitarbeiter. 1997 war Menz ausserdem Mitbegründer der Immobiliengesellschaft Staub Holding AG in der Schweiz. In den letzten zwanzig Jahren hat Menz in verschiedenen Architekturjurys mitgewirkt. Seit 2002 ist er auch ständiges Mitglied des architektonischen Beirats der Stadt Ostfildern (Baden-Württemberg, Deutschland).

## Projekte (Auswahl)
- Wohnüberbauung Villago, Männedorf
- Trio Dietikon, Dietikon
- Gemeindesaal Männedorf, Männedorf
- Swiss Re Pavillon, Adliswil
- Vorderer Sternen Restaurant, Zürich
- Richti-Areal Baufeld III, Wallisellen
- FIFA Museum, Zürich
- Tgiesa Crapera, Lenzerheide
- Wohnüberbauung Villavista, Brissago
- Klubhaus Swiss Re, Zürich
- Schulerweiterung mit Saal und Arztpraxis, Vals
- EMPA Forschungscampus, Zürich Dübendorf
- Kantonspolizei, Aarau

## Soziale Beiträge und Aktivitäten
Menz arbeitete in verschiedenen nationalen und internationalen Gremien mit. Im Jahr 2002 trat er in den Vorstand des Schweizerischen Ingenieur- und Architektenvereins (SIA) ein. Von 2005 bis 2011 war er als Präsident der Sektion Zürich im SIA tätig. Seit 2004 ist er auch Mitglied des Bundes der Schweizer Architekten (BSA). Von 2008 bis 2011 war er Vorstandsmitglied von Future Buildings, einer Forschungsplattform für nachhaltige Bautechnologien. Von 2015 bis 2018 war er Mitglied der Direktion des SIA. Im Jahr 2016 gründete er das Netzwerk-Digital-Schweiz. Menz nimmt seit 2017 als Mitglied des Fachkollegiums für Exzellenzcluster der Deutschen Forschungsgemeinschaft (DFG) teil und ist seit 2019 Mitglied der Strategiekommission der ETH Zürich.

## Veröffentlichungen (Auswahl)
- Sacha Menz, Teure Mängel beim Bau, in: NZZ am Sonntag, 1. April 2012, S. 41.
- Sacha Menz und Oliver Kriebus (Hrsg.): Mängel im Hochbau, Empfehlungen für Ausführende und Entscheidungsträger, Zürich 2013, ISBN 978-3-9524170-6-5.
- Sacha Menz, Drei Bücher über den Bauprozess, 2. Auflage, Zürich 2014, ISBN 978-3-7281-3599-5.
- Sacha Menz, Public Space Evolution in High-Density Living in Singapore, Singapur 2015, ISBN 978-3-033-04796-9.
- Sacha Menz, Vision: Kollaborativ forschen und entwickeln, in: Sonderheft TEC21, 16. September 2016, S. 8.
- Sacha Menz und Thomas Schröpfer (Hrsg.): Dense and Green Building Typologies Research, Policy and Practice Perspectives, Singapur 2018, ISBN 978-981-13-0712-6.
- Sacha Menz, Abkühlung nach dem Hitzesommer, in: Werk, Bauen + Wohnen, 13. September 2019.
- Sacha Menz, Dense and Green Building Typologies: Architecture as Urban Ecosystem, in: Future Cities Laboratory Indicia 02, Singapur 2019, S. 32–42, ISBN 978-3-03778-599-7.
- Sacha Menz und Isabelle Heide (Hrsg.): Professionell vernetzt, in: TEC21, Nr. 9–10, 8. März 2019, S. 15.
- Sacha Menz, Collective Power of the Single Building in: Dense and Green Cities: Architecture as Urban Ecosystem, Basel 2020, S. 38–51, ISBN 978-3-0356-1531-9.